# Iadrine
Iadrine (en russe : Ядрин ; en tchouvache : Етěрне) est une ville de la république de Tchouvachie, en Russie, et le centre administratif du raïon de Iadrine. Sa population s’élevait à 8 766 habitants en 2014.

## Géographie
Iadrine est située sur la rive gauche de la Soura, un affluent de la Volga, à 68 km au sud-ouest de Tcheboksary, la capitale de la république, et à 537 km à l'est de Moscou.

## Histoire
Iadrine fut fondée en 1590 comme poste fortifié et reçut le statut de ville en 1781.

## Population
Recensements (*) ou estimations de la population
| 1856  | 1897* | 1915  | 1939* | 1959* | 1970* |
| ----- | ----- | ----- | ----- | ----- | ----- |
| 2 400 | 2 454 | 4 400 | 5 400 | 6 273 | 6 821 |

| 1979* | 1989*  | 2002*  | 2010* | 2013  | 2014  |
| ----- | ------ | ------ | ----- | ----- | ----- |
| 7 304 | 10 149 | 10 573 | 9 614 | 8 983 | 8 766 |